# Kúkelevo
Kúkelevo (en rus: Кукелево) és un poble del krai de Khabàrovsk, a Rússia, que el 2018 tenia 242 habitants. Pertany al districte rural de Viàzemski.